# Tesia everetti
Tesia everetti là một loài chim trong họ Cettiidae.